# Developayella
Developayella es un protista estramenopilas biflagelado del plancton marino del grupo de los pseudohongos. Ambos flagelos heterocontos son característicos, están insertados en la mitad anterior, crean corrientes alimentarias y tienen un movimiento que recuerda el paso de ballet développé.